# Antonio Salandra
Antonio Salandra (n. 13 august 1853, Troia, Apulia, Italia – d. 9 decembrie 1931, Roma, Regatul Italiei) a fost un politician italian conservator, care a fost cel de-al 21-lea prim-ministru al Italiei între 1914 și 1916. El a asigurat intrarea Italiei în Primul Război Mondial de partea Triplei Înțelegeri (Regatul Unit, Franța și Imperiul Rus) pentru a îndeplini pretențiile iredentiste ale Italiei.

## Viața timpurie și cariera politică
Născut la Troia (Provincia Foggia, Apulia), a absolvit Universitatea din Napoli în 1875 și apoi a devenit asistent universitar și mai târziu profesor de drept administrativ la Universitatea din Roma.
A fost ministru al Agriculturii (1899–1900) în guvernul conservator al lui Luigi Pelloux și, ulterior, ministru al Trezoreriei (1906) și ministru italian al Finanțelor (1909–1910) în guvernele lui Sidney Sonnino.

## Prim-ministru
În martie 1914, conservatorul Salandra a fost adus în fruntea cabinetului național la căderea guvernului lui Giovanni Giolitti, ca alegere a lui Giolitti însuși, care încă avea sprijinul majorității parlamentarilor italieni. Guvernul Salandrei a fost cel mai conservator pe care îl avusese Italia de multă vreme. Salandra a avut curând neînțelegeri cu Giolitti cu privire la chestiunea participării Italiei la Primul Război Mondial.
La izbucnirea Primului Război Mondial, în august 1914, Salandra a declarat că Italia nu își va angaja trupele, susținând că Tripla Alianță avea doar o poziție defensivă și că Austro-Ungaria a fost agresor. În realitate, atât Salandra, cât și miniștrii săi de Externe, Antonino Paternò Castello, care a fost succedat de Sidney Sonnino în noiembrie 1914, au început să cerceteze care parte ar acorda cea mai bună recompensă pentru intrarea Italiei în război și pentru a îndeplini pretențiile iredentiste ale Italiei.

## Intrarea în Primul Război Mondial

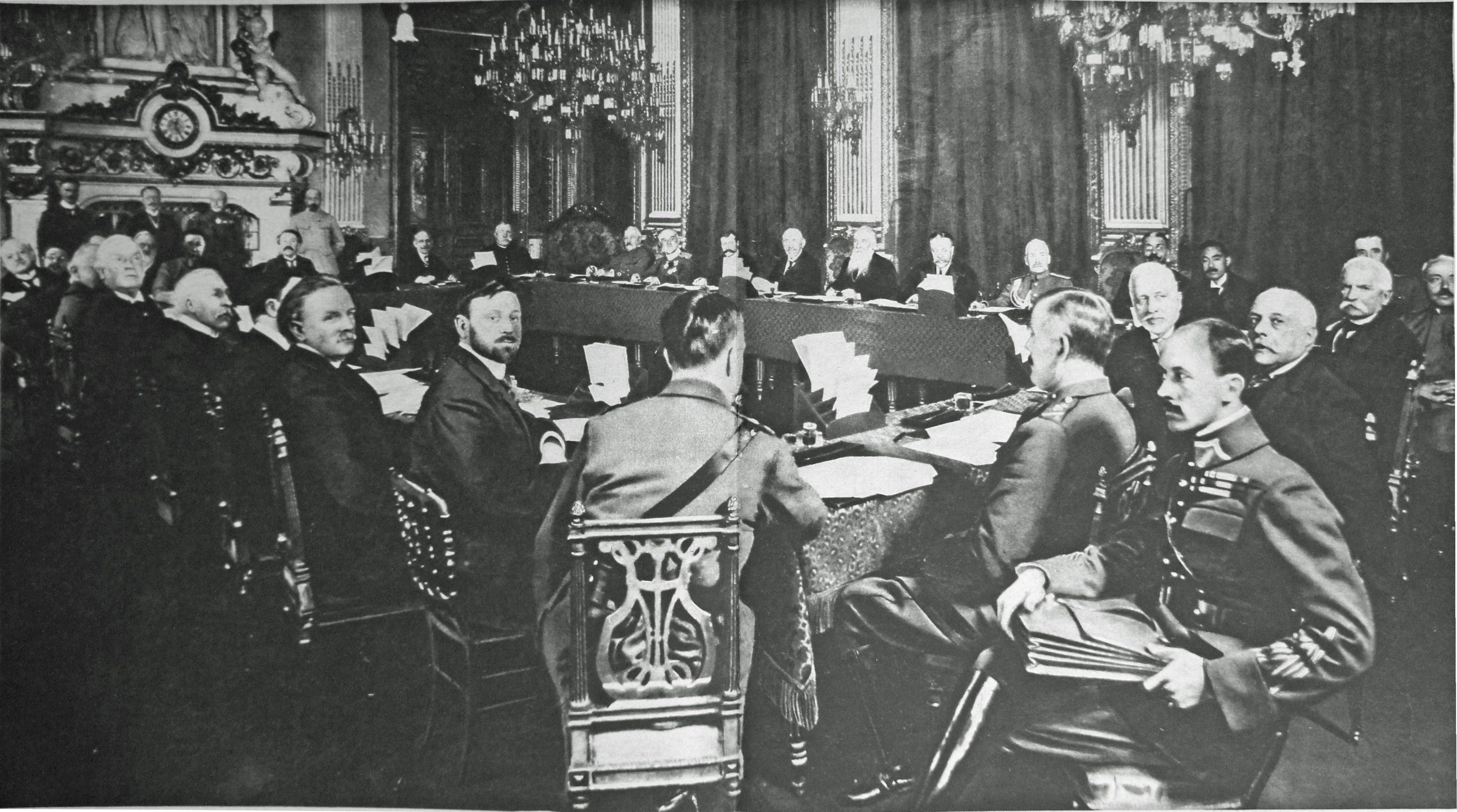
Salandra și ambasadorul Tommaso Tittoni la o conferință a Puterilor Aliate din 27-28 martie 1916 de la Paris

Salandra a folosit termenul de „egoism sacru” (sacro egoismo) pentru a defini perspectiva Italiei referitor la partea de care va intra țara în război. Așteptarea era că războiul va fi scurt – până la sfârșitul verii anului 1915 – și, astfel, a existat o oarecare presiune asupra luării deciziei.

Au fost începute negocieri între Sonnino, secretarul britanic de externe Edward Gray și ministrul francez de externe Jules Cambon.
„La 16 februarie 1915, în ciuda negocierilor concomitente cu Austria, un curier a fost trimis în mare secret la Londra cu sugestia că Italia ar fi deschisă unei oferte bune din partea Antantei. [ ...] Alegerea finală a fost ajutată de sosirea în martie a știrilor despre victoriile rusești în Carpați. Salandra a început să creadă că victoria Antantei era la orizont și era atât de nerăbdător să nu ajungă prea târziu pentru o parte din profiturile de după război, încât l-a instruit pe trimisul său la Londra să renunțe la unele cereri și să ajungă rapid la un acord. [...] Tratatul de la Londra a fost încheiat la 26 aprilie, obligând Italia să lupte în termen de o lună. [...] Abia pe 4 mai Salandra a denunțat Tripla Alianță într-o notă privată către semnatarii săi.”
Pactul secret, Tratatul de la Londra sau Pactul de la Londra (în italiană Patto di Londra), a fost semnat între Tripla Înțelegere (Regatul Unit, Franța și Imperiul Rus) și Regatul Italiei. Conform pactului, Italia urma să părăsească Tripla Alianță și să se alăture Triplei Înțelegeri. Italia urma să declare război Germaniei și Austro-Ungariei în termen de o lună în schimbul concesiunilor teritoriale la sfârșitul războiului.
În timp ce Giolitti a susținut neutralitatea, Salandra și Sonnino au susținut intervenția de partea aliaților și au asigurat intrarea Italiei în război în ciuda opoziției majorității din parlament. La 3 mai 1915, Italia a revocat oficial Tripla Alianță. În zilele următoare, Giolitti și majoritatea neutralistă a Parlamentului s-au opus declarării războiului, în timp ce mulțimile naționaliste au manifestat în zonele publice pentru intrarea în război. La 13 mai 1915, Salandra și-a oferit demisia, dar Giolitti, temându-se de dezordinea naționalistă care ar putea izbucni într-o rebeliune deschisă, a refuzat să-i succedă ca prim-ministru, iar demisia Salandrei nu a fost acceptată.
La 23 mai 1915, Italia a declarat război Austro-Ungariei. Salandra se așteptase ca intrarea Italiei de partea aliată să aducă războiul la o soluționare rapidă. Cu toate acestea, războiul sângeros, aflat în impas, a durat mult mai mult decât se anticipase. Acest lucru a slăbit guvernul Salandrei, mai ales când a refuzat să numească neutraliști în funcții importante. Cinci ofensive italiene nereușite asupra Isonzo și ofensiva austro-ungară din Trento din mai până în iulie 1916 au contribuit la o criză militară care a dus la prăbușirea guvernului lui Salandra la 10 iunie 1916, din cauza unei combinații de deputați neutraliști și cei care credeau că Salandra nu fusese suficient de eficient în efortul de război. El nu a mai jucat niciun rol în război, dar a fost membru al delegației italiene la Conferința de pace de la Paris din 1919.
După Primul Război Mondial, Salandra s-a orientat spre dreapta politică și a susținut ascensiunea lui Mussolini la putere în 1922. Nouă ani mai târziu a murit la Roma.
A primit Ordinul Steaua lui Karađorđe.

## Scrieri
Este autorul unui număr considerabil de lucrări despre economie, finanțe, istorie, drept și politică (cf. New International Encyclopedia). Acestea includ:
- Tratto della giustizia amministrativo (1904)
- La politica nazionale e il partito liberale (1912)
- Lezioni di diritto amministrativo (2 volume, 1912)
- Politica e legislazione:  saggi, raccolti da Giustino Fortunato (1915)
- Il discorso contro la malafede tedesca (1915)
- Italy and the Great War: From Neutrality to Intervention (London: Edward Arnold, 1932),